# Йылдызчыкъ-Зірочка
Йылдызчыкъ-Зірочка — двомовний кримськотатарський і український дитячий журнал, що виходив у Сімферополі у 1998—2003 роках.
Перший номер вийшов у жовтні 1998 за фінансування Міжнародного фонду «Відродження», розповсюджувався безоплатно. Третій номер вийшов у березні 2001 року. Надалі виходив 4 рази на рік, останній номер вийшов у березні 2003 року. Журнал друкувало видавництво «Доля» накладом приблизно 5000 примірників.
Надалі виходив як додаток до журналу «Йылдыз» накладом у 1000 примірників, доступних лише підписникам видання.
Головним редактором і засновником журналу був письменник і журналіст Валерій Басиров, серед ініціаторів видання був поет Нузет Умеров, також до творення журналу долучалися Данило Кононенко та Аблязіз Велієв.
Серед рубрик журналу були «В світі казок», «Проба пера», «Шкільні усмішки», «Скоромовки». Завдяки рубриці «Словник дружби» діти могли поступово вивчати кримськотатарську мову. На пізнішому етапі додатку до журналу Йылдыз існували такі рубрики: «крим. Къартанамнынъ сырлы сандыгъы» («З бабусиної скрині»), «крим. Йылдызчыкънынъ мусафири» ("Гості «Зірочки»), «крим. Бизим байрамларымыз»(«Наші свята»), «крим. Эдеп къаиделери» («Правила виховання»), «крим. Пек меракълы» («Дуже цікаво»), «крим. Тылсымлы боялар» («Чарівні фарби»), «крим. Оюнлар» («Ігри»), «крим. Лугъатчыкъ» («Словничок»).